# Producto de origen animal

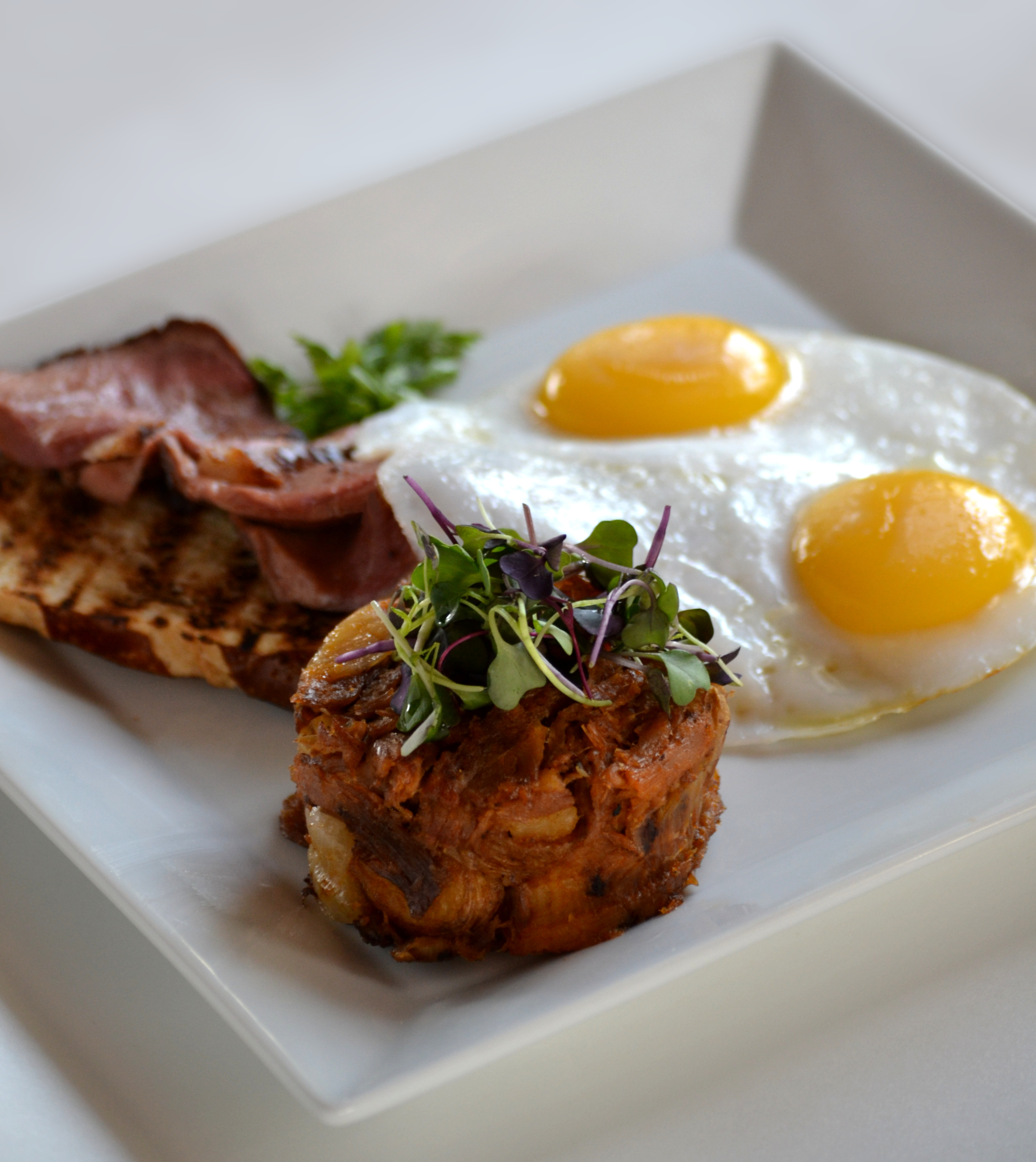
Un plato llamado "Pato, Pato, Pato" porque las tres partes vienen del complejo cuerpo del pato: huevos de pato, confitura de pato y pechuga pecho de pato rostizada.

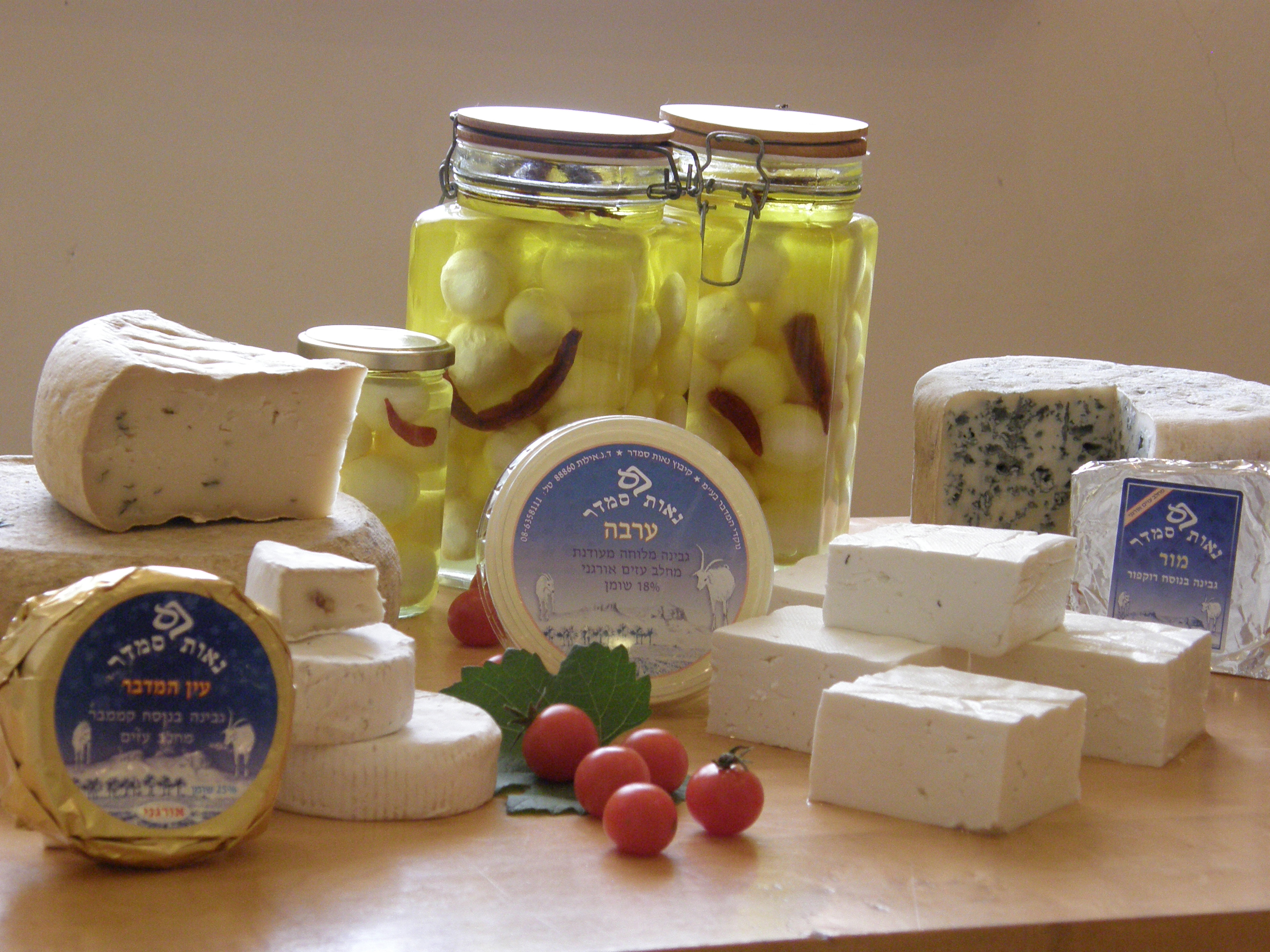
Variedades de queso de cabra

Un producto de origen animal es cualquier material derivado del cuerpo de un animal. Por ejemplo las grasas, la carne, la sangre, la leche, los huevos y otros productos menos conocidos, como la cola de pescado y el cuajo.
Se define como producto o subproducto animal según las regulaciones vigentes en cada territorio. Por ejemplo, mientras que para el Departamento de Agricultura de los Estados Unidos (USDA) son los productos extraídos o fabricados a partir de ganado exceptuando tejido muscular, en la UE están definidos en términos más generales en función de si las personas los consumen o no. Así entonces los huevos de gallina para consumo humano son considerados subproductos animales en los EE. UU. pero no en Francia, mientras que los huevos destinados para alimentar animales están clasificados como subproductos animales en ambos países. Esto no refleja en sí en la condición, seguridad o “integridad” del producto.
Los subproductos animales son cadáveres y partes de cadáveres de mataderos, refugios de animales, zoológicos y veterinarias, y productos del origen animal no pretendido para consumo humano, incluyendo restos de comidas. Pueden ser procesados para alimentos de consumo humano y no humano, grasas y otros que pueden ser vendidos para hacer productos comerciales como cosméticos, pinturas, limpiadores, abrillantadores, pegamentos, jabones y tintes. La venta de subproductos animales permite a la industria de la carne competir económicamente con industrias que venden fuentes de proteína de vegetal.
Generalmente los productos hechos de animales fosilizados o descompuestos (como el petróleo, formado por restos de antiguos animales marinos) no son considerados productos animales. Los cultivos crecidos en suelo fertilizado con restos animales raramente son caracterizados como productos animales.
Varias dietas prohíben la inclusión de algunos productos animales, incluyendo la vegetariana, la kosher y la halal. Otras dietas como el veganismo y crudiveganismo excluyen todo ingrediente de origen animal.

## Residuos de mataderos
Son partes de cuerpos de animal cortados de su preparación para utilizar como comida. Estos deshechos pueden provenir varias fuentes, incluyendo mataderos, restaurantes, tiendas y granjas. En el Reino Unido se clasifican como de riesgo categoría tres en las regulaciones de subproductos animales, exceptuando la carne decomisada que es categoría dos.

## Alimentos
- Aceite de civeta (saborizante)
- Café de civeta y Black Ivory
- Caldos, a menudo son creados con grasa animal, hueso y tejido conductivo.
- Carmín, colorante proveniente de la cochinilla
- Carne (incluyendo de pescado, ave y perro
- Caseína, proteína encontrada en lácteos
- Cisteína de cabello humano y de cerdo (usada en la producción de pan y bizcochos)
- Colapez (usada en la clarificación de cerveza y vino)
- Cuajo (usado comúnmente en la producción de quesos)
- Gelatina
- Goma laca
- Hueso, incluyendo el carbón animal y la harina de hueso
- Huevos
- Lácteos (leche, queso, yogur
- Manteca de cerdo
- Miel
- Nido de golondrina, hecho de saliva usado para la preparación de sopa de nido de golondrina
- Rocío de miel
- Sangre, especialmente en forma de morcilla
- Suero de leche (se encuentra en quesos y se agrega a muchos otros productos

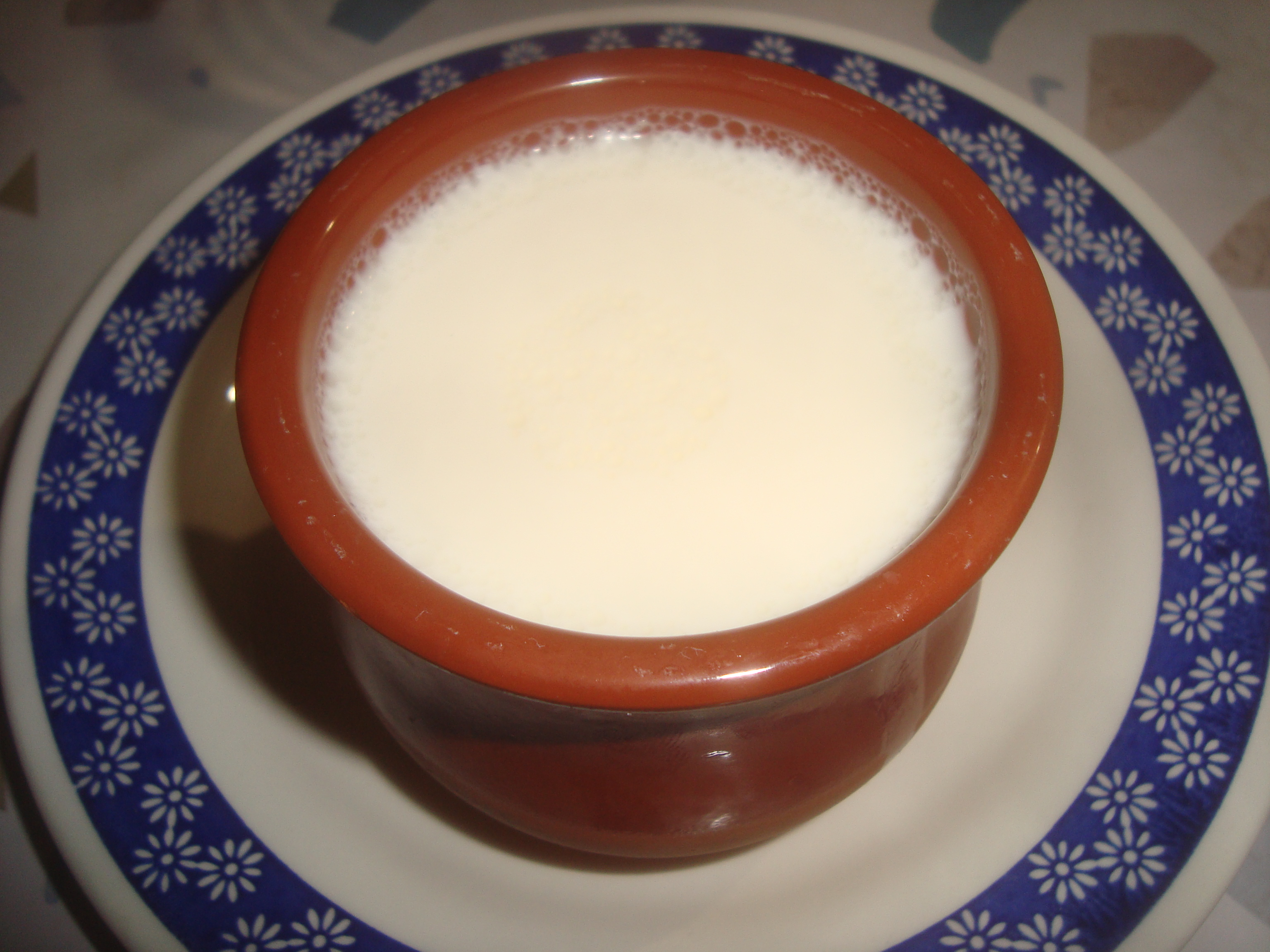
La "Collà", costumbrismo gastronómico del Maestrazgo.

## No alimentos
- Almizcle
- Ámbar gris
- Cálculos biliares (de ganado, usados en la medicina china tradicional
- Caparazón
- Caseína (usada en plásticos, ropa, cosméticos, adhesivos y pintura)
- Castóreo (secreción de las glándulas anales del castor usada en perfumes)
- Cera de abeja
- Coral
- Cuero
- Escamas
- Esponja de mar
- Estiércol
- Extracto de sangre de cangrejo
- Eyaculación (usada en inseminación artificial)
- Fibra animal
- Lana
- Lanolina
- Marfil
- Nácar
- Orina
- Perlas
- Pieles
- Plumas
- Queratina, de cornamentas, etc.
- Sangre y sustitutos de la sangre (la utilizada para transfusiones siempre es de origen humano, pero en las llamadas cirugías sin sangre se usan de origen animal y también son usadas como reactivo en varias pruebas diagnósticas de laboratorio)
- Sebo
- Veneno (de ofidios, arácnidos, etc.)para la producción de antídotos